# 威廉·索登·西姆斯
威廉·索登·西姆斯（1858年10月15日—1936年9月25日）是一位美国海军军官，对美国海军在19世纪末到20世纪初的现代化起到了重要作用，主要作品有获得普利策历史奖的《德国无限制潜艇战》（The Victory at Sea，与伯顿·杰西·亨德里克合著）等。